# Tuberculosa
Tuberculosa is een geslacht van spinnen uit de familie wolfspinnen (Lycosidae).

## Soorten
De volgende soorten zijn bij het geslacht ingedeeld:
- Tuberculosa austini Framenau & Yoo, 2006
- Tuberculosa harveyi Framenau & Yoo, 2006
- Tuberculosa hoggi (Framenau & Vink, 2001)
- Tuberculosa monteithi Framenau & Yoo, 2006